# Raymond Wozniezko
Raymond Wozniezko, parfois orthographié Raymond Wozniesko, né le 17 janvier 1930 à Champagnac et mort le 4 octobre 2004 à Lacanau, est un joueur de football français, qui jouait au poste de milieu de terrain.

## Biographie
Raymond Wozniezko commence sa carrière professionnelle aux Girondins de Bordeaux. C'est en 1952 que les Girondins de Bordeaux repère le jeune joueur dans l'équipe première de Barbezieux où il évolue avec trois de ses frères. Les entraîneurs André Gérard et Santi Urtizberea incorporent Raymond Wozniesko au poste d'inter-gauche dans l'équipe bordelaise participant à une tournée aux Pays-Bas. L'année suivante, sacré champion de France avec l'équipe amateur, un contrat de stagiaire lui est proposé.Il passera professionnel durant cette même année.
Retenu avec l'équipe de France espoirs puis avec l'équipe de France B, comptant parmi les sélectionnés de la Coupe du Monde 1954, Raymond Wozniesko jouera 278 matches en professionnel, il marquera 22 buts en 82 matches de première division et 14 buts en Coupe de France.
Il figure au sein de l'équipe des Girondins finaliste de la Coupe de France en 1955. Lors de cette finale, il inscrit un but contre le Lille OSC. Malgré tout son équipe s'incline sur le score de 5-2.
Il rejoint le FC Nantes en 1959, puis l'Olympique d'Alès et l'AS Cherbourg, où il termine sa carrière professionnelle en 1962.
Diplôme en poche, il commence une carrière d'entraîneur.

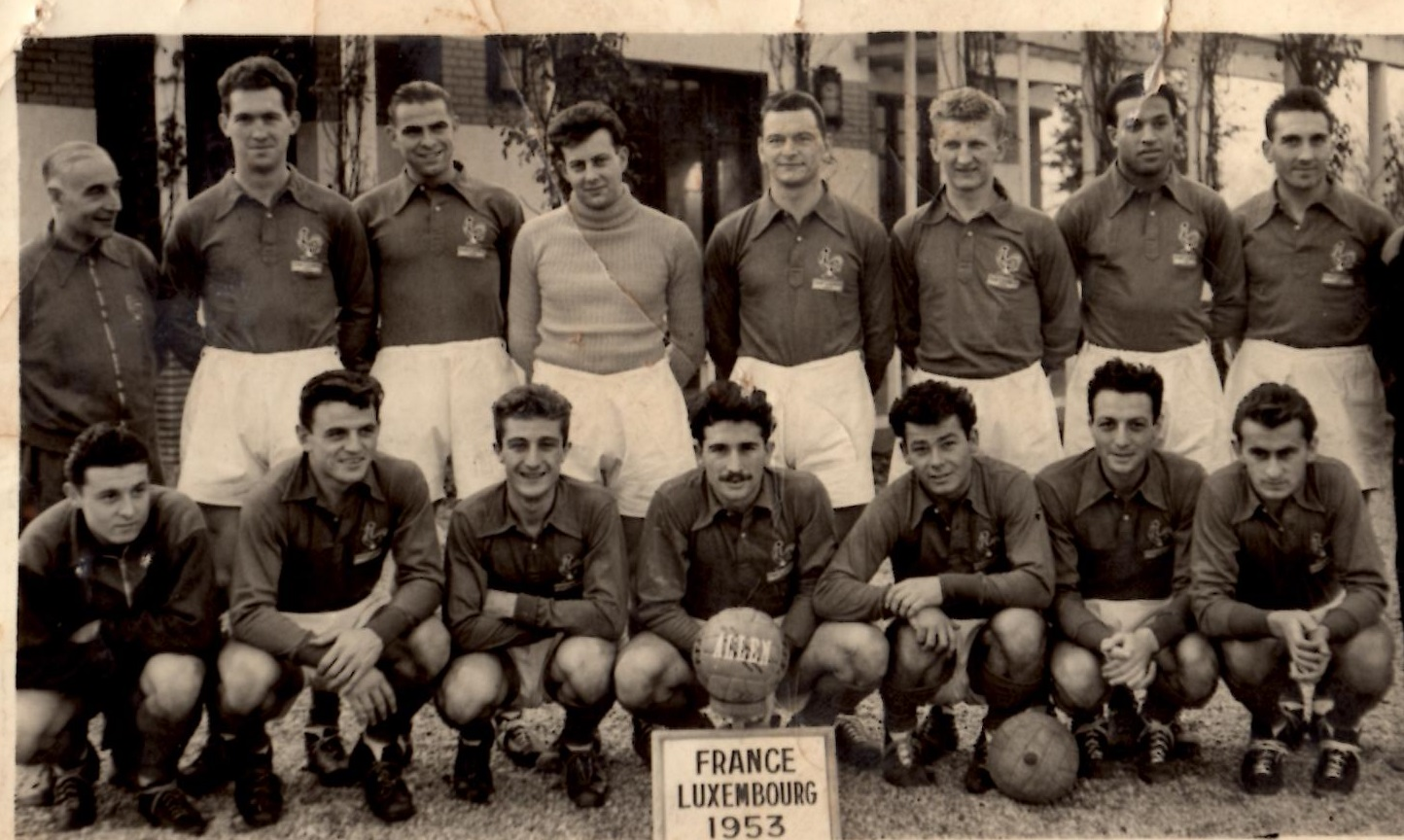
WOZNIEZKO Équipe de France <